# Vita armén
Denna artikel handlar om den ryska militära organisationen, för andra se vitgardist.

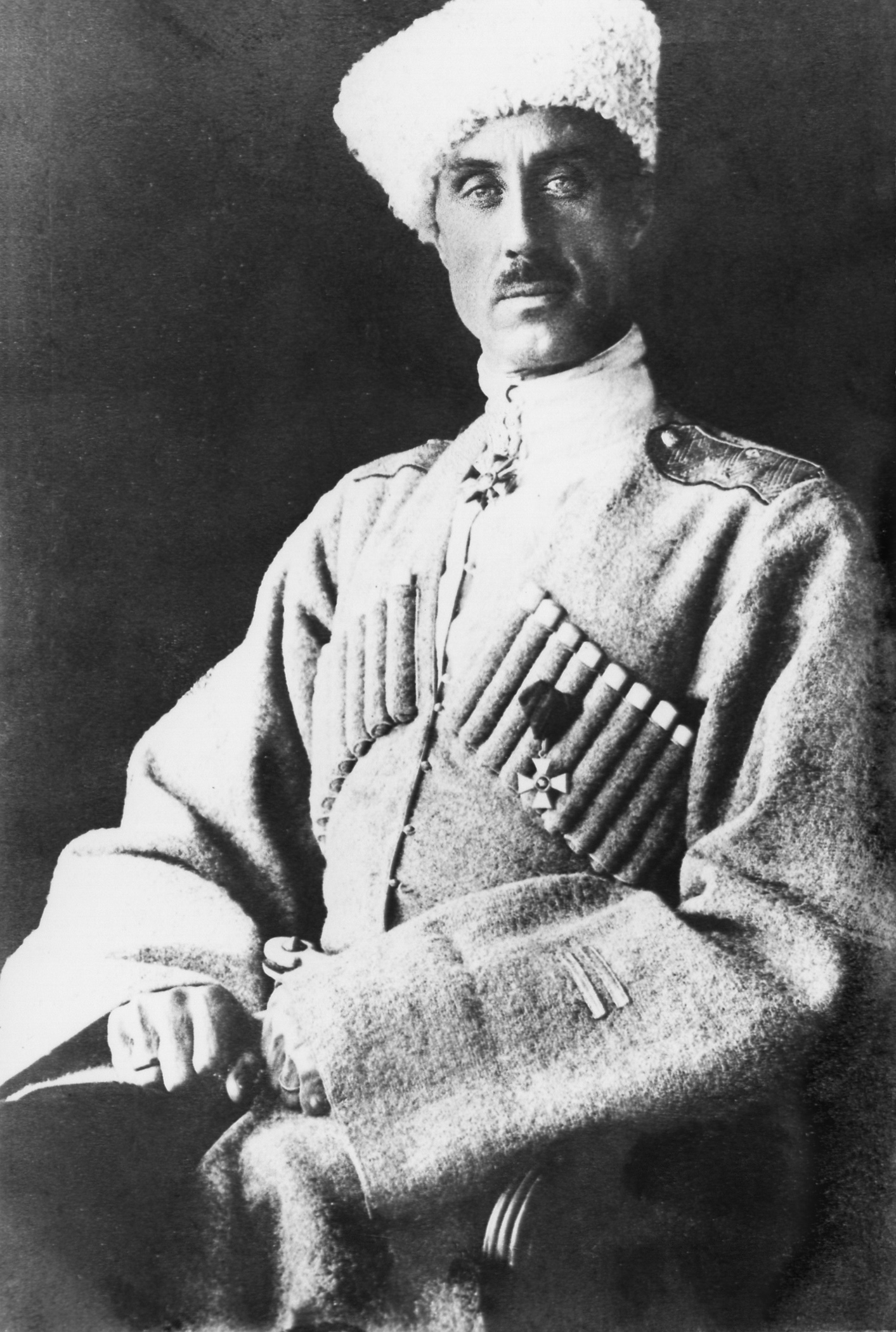
Pjotr Wrangel, den svarte baronen, överbefälhavare för Vita armén den sista tiden.

Vita armén eller Vita gardet var en militär organisation i Ryssland som uppstod 1917 för att bekämpa bolsjevikerna efter oktoberrevolutionen. Armén bildades av amiral Aleksandr Koltjak som var befälhavare över svartahavsflottan. Armén bestod av volontärer och styrkor under generalerna Aleksejev, Kornilov och Judenitj och amiral Koltjak. Armén spelade en viss roll under det ryska inbördeskriget 1918–1921.
Koltjak blev tillfångatagen av röda armén och avrättad 7 februari 1920. Aleksejev dog 1918 och Kornilov ersattes under sommaren 1919 av general Anton Denikin, men den vita armén var i stort utslagen vid årets slut. I fjärran östern fortsatte dock striderna till 1923. Aleksandr Ivanovitj Gutjkov organiserade finansiering från sin exil i Tyskland.